# Péter Antal (kémikus)
Péter Antal (Munkács, 1945. március 31.) Akadémiai Díjas kémikus, az MTA doktora, egyetemi tanár (professor emeritus). Az elválasztástechnika, azon belül a királis kromatográfia jeles hazai képviselője, a szegedi kromatográfiás iskolán belül a királis kromatográfia megteremtője. Aminosavak, peptidek, farmakológialag fontos vegyületek analitikájának hazai művelője.

## Életpályája
Tanulmányait Szegeden végezte, a Radnóti Miklós Kísérleti Gimnáziumban érettségizett 1964-ben. Felsőfokú tanulmányokat a JATE Természettudományi Karának vegyész szakán folytatott. 1969-ben nyert egyetemi vegyész oklevelet. Végzés után került a JATE, Természettudományi Kar, Szervetlen és Analitikai Kémiai Tanszékére ahol 2018-ig dolgozott. 1969–1973 között tudományos s. munkatárs. 1973-ban tett egyetemi doktori vizsgát, 1973-1984 között tudományos munkatárs ugyanott. 1984-ben érte el a kandidátusi fokozatot, 1984-1987 között egyetemi adjunktus majd 1987-2005 között egyetemi docens. 2004-ben habilitált és megvédte MTA doktori értekezését. 2005-2018 között az SZTE, Természettudományi Kar, Szervetlen és Analitikai Kémiai Tanszékének egyetemi tanára. 2018-tól az SZTE, Gyógyszerésztudományi Kar, Gyógyszeranalitikai Intézetének professor emeritusa. 
1969-től a Szervetlen és Analitikai Kémiai Tanszéken az Analitikai Kémia (minőségi, mennyiségi, műszeres analízis) oktatója majd 1983-tól nyugdíjba vonulásáig (2013) a főkollégium előadója. Emellett 1976-tól a gáz, 1987-től a folyadék kromatográfia oktatásának szegedi megvalósítója. 1987-2000 között szervezte és vezette a gyógyszerész hallgatók Quantitavive Analysis főkollégiumát. 1992-től napjainkig 20 PhD hallgató témavezetője vagy társ-témavezetője volt.
Tanulmányútja során 1991 és 2005 között közel öt évet töltött vendégprofesszorként a Vrije Universiteit Brussel, Szerves Kémiai Intézetében. Pályázatainak köszönhetően több mint tíz fiatal szegedi kutató töltött hónapokat vagy éveket a Vrije Universiteit Brussel és az University Ghent Szerves Kémiai Intézeteiben.

## Munkássága
Kutatási területe az elválasztás technika, ezen belül az nagyhatékonyságú folyadék kromatográfia, szuperkritikus folyadék kromatográfia és részben a kapilláris elektroforézis.
Nevéhez fűződik az úgynevezett királis kromatográfia szegedi (és részben magyarországi) megvalósítása. A királis fehérjealkotó, nem fehérjealkotó és számos potenciális királis gyógyszermolekula illetve szintézisükhöz szükséges királis alapanyag királis tisztaságának meghatározására dolgozott ki új módszereket. Ennek során két új királis származékképző (DANI és NIFE) fejlesztésében vett részt és hasznosította fehérjealkotó és nem fehérjealkotó aminosavak meghatározására. Meghonosította az utóbbi két évtizedben a peptid és fehérjekutatás területén nagy jelentőségre szert tett béta-2- és béta-3-aminosavak királis analizisét valamint a potenciális gyógyszer hatóanyagok vizsgálatát. Az új módszerekhez újonnan fejlesztett makrociklusos glikopeptid, mono- és ikerionos, királis koronaéter alapú valamint poliszaccharid-alapú állófázisokat alkalmazott. Mindemellett tanulmányozta az elválasztások lehetséges mechanizmusát hozzájárulva a királis elválasztások jobb megértéséhez. Új tömegspektrometriás módszereket fejlesztett peptidek enzimstabilitás vizsgálatára.
Több mint 440 tudományos publikáció szerzője vagy társszerzője. Ebből több könyvfejezet található gyűjteményes kötetekben, emellett több száz előadása, posztere jelent meg konferencia kötetekben. Közleményeit elsősorban angol és kis részben magyar nyelven adja közre.
Doktorandusz hallgatóinak (saját vagy társ témavezetéssel) száma: 20 (Lukács Ferenc, Olajos Edit, Török Gabriella, Péter Mária, Vékes Erika, Török Roland, Sztojkov-Ivanov Anita, Árki Anita, Berkecz Róbert, Pataj Zoltán, Sipos László, Fodor Gábor, Aranyi Anita, Grecsó Nóra, Gecse Zsanett, Lajkó Gyula, Orosz Tímea, Bajtai Attila, Tanács Dániel, Wim van den Nest (Vrije Universiteit)), ebből fokozatot szerzett 18.

## Családja
1969-ben feleségül vette Szőkefalvi-Nagy Éva vegyészt. Házasságukból két gyermekük született; Zoltán (1973) és Zsófia (1977).

## Díjai, elismerései
- "Kiváló Munkáért" (1987); Adományozó: Oktatási Minisztérium
- "Pro Sciencia" aranyérmes hallgató nevelése utáni elismerés (1996, 2009); Adományozó: Országos Tudományos Diákköri Tanács
- "Best lecturer" (1998-1999); Adományozó: angol nyelvű hallgatók "Hallgatói Önkormányzat" által alapított elismerés
- "Best Department" (1997, 1999, 2000); Adományozó: angol nyelvű hallgatók "Hallgatói Önkormányzat" által alapított elismerés
- Széchenyi Professzori Ösztöndíj (1998-2001)
- Széchenyi István Ösztöndíj (2002-2005)
- Magyar Köztársasági Ezüst Érdemkereszt (2006)
- Mestertanár (2009); Adományozó: Országos Tudományos Diákköri Tanács
- Akadémiai Díj (2018)

## Főbb publikációi
- State-of-the-art enantioseparations of natural and unnatural amino acids by high-performance liquid chromatography (társszerzőkkel, 2016)
- Recent advances in the direct and indirect liquid chromatographic enantioseparation of amino acids and related compounds: A review (társszerzőkkel, 2012)
- Retention mechanism of high-performance liquid chromatographic enantioseparation on macrocyclic glycopeptide-based chiral stationary phases (társszerzőkkel, 2009)
- Application of chiral derivatizing agents in the high-performance liquid chromatographic separation of amino acid enantiomers: A review (társszerzőkkel, 2008)
- High-performance liquid chromatographic enantioseparation of beta-amino acid stereoisomers on a (+)-(18-crown-6)-2,3,11,12-tetracarboxylic acid-based chiral stationary phase (társszerzőkkel, 2006)
- HPLC separation of amino acid enantiomers and small peptides on macrocyclic antibiotic-based chiral stationary phases: A review (társszerzőkkel, 2006)
- Comparison of the separation efficiencies of Chirobiotic T and TAG columns in the separation of unusual amino acids (társszerzőkkel, 2004)
- Structure-activity study on the Phe side chain arrangement of endomorphins using conformationally constrained analogues (társszerzőkkel, 2004)
- Effects of temperature on retention of chiral compounds on a ristocetin A chiral stationary phase (társszerzőkkel, 2002)
- In vitro quantitative study of the degradation of endomorphins (társszerzőkkel, 2002)
- High-performance liquid chromatographic enantioseparation of beta-amino acids (társszerzőkkel, 2001)
- High-performance liquid chromatographic separation of the enantiomers of unusual alpha-amino acid analogues (társszerzőkkel, 2002)
- Liquid chromatographic study of the enzymatic degradation of endomorphins, with identification by electrospray ionization mass spectrometry (társszerzőkkel, 1999)
- High-performance liquid chromatographic separation of enantiomers of unusual amino acids on a teicoplanin chiral stationary phase (társszerzőkkel, 1998)
- Effect of temperature on retention of enantiomers of beta-methyl amino acids on a teicoplanin chiral stationary phase (társszerzőkkel, 1998)

### Teljes publikációs lista
Teljes publikációs lista a Magyar Tudományos Művek Tárában vm.mtmt.hu (magyarul); (hozzáférés: 2020. márc. 31.)

## Tudományos tisztségei
- European Peptide Society
- Magyar Elválasztástudományi Társaság
- Magyar Kémikusok Egyesülete
- MTA Peptidkémiai Bizottság
- MTA Elválasztástudományi Bizottság
- MTA Szerves és Gyógyszeranalitikai Bizottság
- Szegedi Akadémiai Bizottság, Analitikai Szakbizottsága